# Ángel Miguel

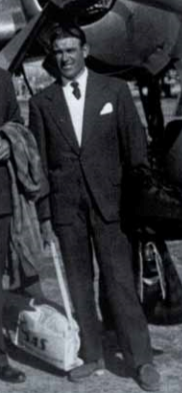
Ángel Miguel

Ángel Miguel (Madrid, 27 december 1929 - Marbella, 13 april 2009) was een golfer uit Spanje. Als professionele golfer won hij twaalf grote toernooien voordat de Europese PGA Tour bestond.
Miguel speelde vier keer het Brits Open, in 1956 werd hij 13de, in 1957 4de, in 1961 14de en in 1964 8ste. In 1959 eindigde hij op de 25ste plaats bij de US Masters.

## Gewonnen
- 1953: Spanish Professionals Championship
- 1954: Portuguese Open, Spanish Professionals Championship, Open de Cataluña, Alexandria Open
- 1955: Spanish Professionals Championship, Morocco Open
- 1956: Open de France, Portuguese Open
- 1957: Spanish Professionals Championship
- 1958: Canada Cup (individueel)
- 1959: Mexicaans Open
- 1961: Spanish Open
- 1962: Argentine Open, Chile Open
- 1963: Spanish Professionals Championship
- 1964: Spanish Open, Portuguese Open, Dutch Open, Gevacolour Tournament
- 1965: Swallow-Penfold Tournament, Spanish Professionals Championship
- 1966: Agfa-Gevaert Tournament